# Gennadi Sosonko
Gennadi Sosonko (* 18. Mai 1943 in Troizk) (zuweilen auch Genna Sosonko genannt) ist ein niederländischer Schach-Großmeister russischer Herkunft.

## Leben
Sosonko emigrierte 1972 aus der UdSSR zunächst nach Israel und danach in die Niederlande, wo er sich dem Verein Philidor 1847 anschloss. 1973 gewann er die Meisterschaft der Niederlande. 1974 wurde er Internationaler Meister, 1976 Großmeister. 1978 wurde er nochmals Meister der Niederlande. Er siegte noch in vielen weiteren internationalen Turnieren, beispielsweise 1976 in Lugano, 1977 in Wijk aan Zee, 1978 in Nijmegen, 1981 in Wijk aan Zee, 1993 in Polanica-Zdrój.

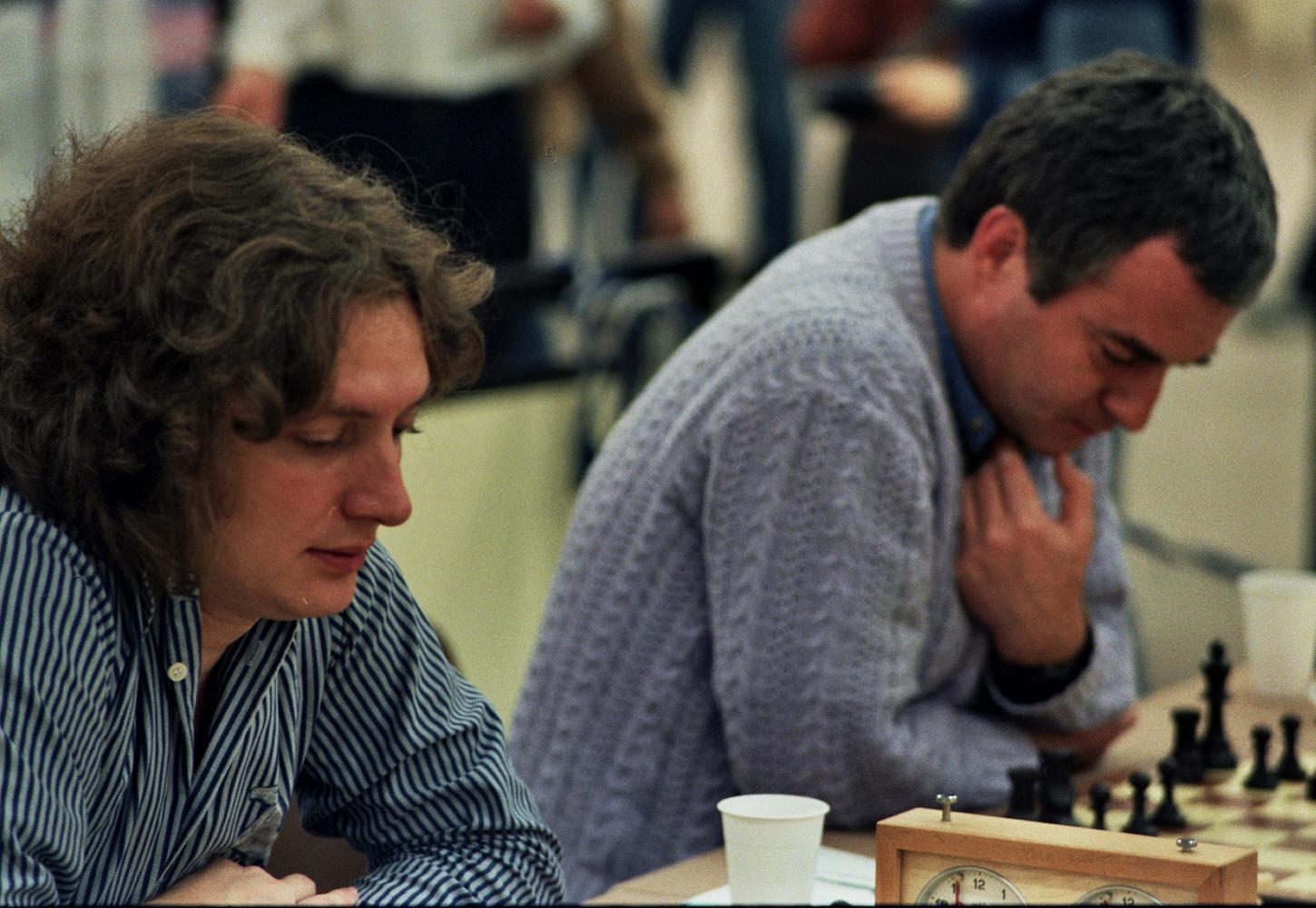
Jan Timman und Gennadi Sosonko Schacholympiade 1984 in Thessaloniki

Im Jahre 2001 schrieb er Russian Silhouettes (ISBN 90-5691-078-7), als Fortsetzungen erschienen 2003 The reliable past (ISBN 90-5691-114-7), 2006 Smart chip from St. Petersburg (ISBN 90-5691-169-4), 2013 The World Champions I Knew (ISBN 978-90-5691-418-9) und 2021 Genna remembers (ISBN 978-94-6420-117-8). Die Bücher enthalten biographische Aufsätze über teils berühmte, teils weniger bekannte Schachmeister, die Sosonko persönlich kannte. Sie sind eine Quelle über Interna der sowjetischen Schachschule. Sosonko erhielt 2004 den Titel FIDE Senior Trainer.
Sosonko wird bei der FIDE als inaktiv geführt, da er seit der Saison 2010/11 der niederländischen Mannschaftsmeisterschaft keine gewertete Partie mehr gespielt hat.

## Nationalmannschaft
Sosonko nahm mit der niederländischen Nationalmannschaft an den Schacholympiaden 1974, 1976, 1978, 1980, 1982, 1984, 1988, 1990, 1992, 1994 und 1996 teil. 1976 erreichte er mit der Mannschaft den zweiten Platz und gewann die Einzelwertung am zweiten Brett, 1988 belegte er mit der Mannschaft den dritten Platz. Außerdem beteiligte er sich an der Mannschaftsweltmeisterschaft 1989 und den Mannschaftseuropameisterschaften 1983 und 1997.

## Vereine
In den Niederlanden spielte Sosonko für die Mannschaft von Volmac Rotterdam, mit der er dreimal am European Club Cup teilnahm und als größten Erfolg 1988 den dritten Platz erreichte. In der deutschen Bundesliga spielte er von 1981 bis 1983 für Königsspringer Frankfurt, in Belgien für Anderlecht, mit denen er am European Club Cup 1990 teilnahm.